# Мартин Лятерна
Мартин Лятерна (пол. Marcin Laterna; 1552, Дрогобич — 30 серпня 1598, Балтійське море) — єзуїт, теолог, капелан, діяч контрреформації, релігійний письменник, королівський проповідник.

## Життєпис
Народився у Дрогобичі Перемишльської землі Руського воєводства. Батько Ян — швець, мати Малґожата варила пиво.
Навчався у парафіяльній школі Дрогобича. З Краківської Академії 1566 розпочав навчання у вищих школах, яке продовжив у Колегіумі Архієпископському в Каліші. Вивчав філософію в університеті Вільна (1571). За два роки до того вступив до Ордену єзуїтів. На 1575 став професором поетики першого у Речі Посполитій колегіуму єзуїтів у Браневі, 1578 професором Віленської Академії. Важливим у його житті став 1579 рік, коли він став капеланом та взяв участь у IV польсько-московській війні у війську коронного гетьмана Миколая Мелецького. Його запримітив король Стефан Баторій та призначив королівським проповідником і сповідником. У Римі 1586 року вдруге склав чернечі обітниці на духовного коад'ютора, повернувшись доктором теології до Віленської Академії.
У 1591 році отримав номінацію на настоятеля монастиря у Львові. При повторному впровадженні 1591 року єзуїтів до Львова став зверхником новозакладеного кляштору (29 квітня вступив на посаду, його вітав, зокрема, своїм віршем Шимон Шимонович) і колегіуму. Під час своєї каденції у 1591–1595 роках не зміг розпочати будівництво приміщення єзуїтського колегіуму через небажання сприяти цьому головно випускників Краківського університету.
Після початку антикоролівських заворушень у 1598 році відбув із королем Сигізмунтом III Вазою до Швеції. Через хворобу вирушив назад до Гданська. На морі їхній корабель зупинили прихильники Карла Зедерманландського. Зрозумівши, що мають справу з єзуїтом, вони відтяли йому руки і втопили в Балтійському морі.

## Твори
- Євхаристія 1584
- Арфа духовна 1585
- Oratio in exequias funebres de… meritis Valeriani Protasiewicz, episcopi Vilnensis, Kraków 1588, drukarnia A. Piotrkowczyk
- Oratio in exequias funeris divi Stephani Primi…, Kraków 1588, drukarnia A. Piotrkowczyk
- Concio… sub initium dioecesenae synodi Leopoliensis postridie dominicae Septuagesiame habita A. D. 1593 w: J. D. Solikowski acta et constitutiones synodi dioecesenae Leopoliensis anno Domini quigentesimo nonagesimo tertio… celebratae, Lwów 1593, drukarnia M. Bernath